# Cena za něžnost
Cena za něžnost (v originále Terms of Endearment) je americká romantická komedie a drama. Román Larry McMurtyho vypráví o napjatém, emocionálním a obtížném vztahu mezi matkou a dcerou a do podoby úspěšného, oceňovaného hollywoodského filmu ho převedl scenárista a režisér James L. Brooks. Hlavními herci jsou Shirley MacLaine, Debra Winger, Jack Nicholson, Danny DeVito a John Lithgow. Film měl premiéru v USA 23. listopadu 1983. Divácky velmi vděčný film byl oceněn pěti Oscary - Nejlepší film, Režie, Herec v hlavní roli, Herečka v hlavní roli a adaptovaný scénář -, přestože je velmi sentimentální a obsahuje mnohá klišé. Výkony všech hlavních představitelů však přesvědčily nejen kritiky, ale dokázaly zaujmout i diváky.

## Děj
Film je příběhem Aurory a její dcery, které spojuje silný vztah. Rodinná sága se odehrává v období třiceti let a začíná zpětným pohledem na Emmino dětství. Ovdovělá Aurora Greenwayová si v houstonském River Oaks drží několik nápadníků od těla a místo toho se soustředí na svůj blízký, ale ovládající vztah s dcerou Emmou. Emma, toužící utéct před matkou, se provdá za mladého nezkušeného vysokoškolského profesora Flapa Hortona, přestože matka tomu vehementně brání. Aurora se jen těžko smiřuje s tím, že její dospělá dcera začne žít svůj vlastní, nezávislý život. Nelíbí se jí ani Emmin manžel a později se nemůže vyrovnat ani s rolí babičky. Přes časté hádky a problémům spolu vycházet mají Emma a Aurora velmi blízký vztah a udržují kontakt prostřednictvím telefonu.
Emma s Flapem se přestěhují do Iowy, aby se mohl věnovat kariéře profesora angličtiny, ale potýkají se s finančními potížemi. Emma má tři děti a během několika příštích let se manželství začne rozpadat. Když Emma v obchodě s potravinami nemá peníze na zaplacení nákupu, potká Sama Burnse, který za ni zaplatí. Navážou přátelství a rychle i milostný poměr, protože Samova žena s ním odmítá mít sex a Emma podezřívá Flapa z nevěry. Mezitím osamělá Aurora překonává svou zdrženlivost a začíná bouřlivý románek se svým sousedem, bývalým astronautem Garrett Breedlovem. Emma přistihne Flapa, jak koketuje s jednou ze svých studentek, a okamžitě se vrátí zpět do Texasu. Tam Garrett začne mít ke vztahu s Aurorou výhrady a rozejde se s ní. Zatímco je Emma pryč, Flap se rozhodne přijmout povýšení v Nebrasce; Emma s dětmi se vrátí do Iowy a přestěhují se do Nebrasky.
Emma zjistí, že je Flap přestěhoval do Nebrasky, aby mohl pracovat se svou přítelkyní. Emmě je diagnostikována rakovina, která se stává nevyléčitelnou. Aurora a Flap zůstávají po Emmině boku během její léčby a hospitalizace. 
Garrett letí do Nebrasky, aby byl s Aurorou a rodinou během tohoto období. Umírající Emma projeví lásku k matce tím, že své děti svěří do její péče.

## Obsazení
| Shirley MacLaine | Aurora Greenway      |
| Debra Winger     | Emma Greenway Horton |
| Jack Nicholson   | Garrett Breedlove    |
| Lisa Hart Caroll | Patsy Clark          |
| Danny DeVito     | Vernon Dahlart       |
| Jeff Daniels     | Flap Horton          |
| Betty King       | Rosie Dunlop         |
| John Lithgow     | Sam Burns            |

## Herecké výkony
Odlehčení – chvíle, kdy se vymaníme z dusivého objetí ostrých slov a slz mezi matkou a dcerou – přinášejí scény mezi oscarovou dvojicí MacLaineové a Jacka Nicholsona v roli kosmonauta Garretta Breedlovea. Právě mezi těmito dvěma zkušenými herci film opravdu jiskří, především ve chvílích, kdy Garrett předvádí svůj lehkomyslný, bezstarostný přístup k životu, kdy běží s Aurorou po pláži na okraji vln. Citlivé výkony předvádějí Wingerová, Daniels John Lithgow (jako muž, s nímž má Emma poměr po odhalení Flapovy nevěry) i Danny DeVito (jako další Aurořin nápadník), ale Cena za něžnost je především fantastický herecký koncert Nicholsona a MacLaineové, kteří hrozí strhnutím veškeré pozornosti na sebe. Někdejší televizní režisér Brooks (který se v roce 1997 opět setkal s Nicholsonem v oscarovém snímku Lepší už to nebude (1997)) nicméně dodává filmu rytmus takovým způsobem – přičemž chytře míchá humor s tragédií –, že obě herecké hvězdy pouze zdůrazňují melancholický pohled na vztahy v moderní době.

## Ocenění
- 1983 Oscar za nejlepší film
- 1983 Oscar za nejlepší režii (James L. Brooks)
- 1983 Oscar za nejlepší mužský herecký výkon v hlavní roli (Jack Nicholson)
- 1983 Oscar za nejlepší ženský herecký výkon v hlavní roli (Shirley MacLaine)
- 1983 Oscar za nejlepší adaptovaný scénář (James L. Brooks)